# Huracan (mythologie)
Pour les articles homonymes, voir Huracan.
Huracan (également appelé Hurakan, Harakan ou Jurakan) est, dans la mythologie maya, le dieu quiché du vent, de la tempête et du feu. Il fait également partie des divinités ayant participé aux trois tentatives de la création du monde,. Son nom qui, en maya peut se comprendre comme Jun Raqan, signifie « une jambe ». Il a également provoqué le déluge du deuxième monde lorsque les hommes étaient en colère contre les dieux. Son nom est introduit au XVIe siècle en espagnol (huracán) et donne ensuite en français le nom commun ouragan, utilisé pour désigner les cyclones tropicaux.
Son nom « une jambe » suggère un dieu de catégorie K dans la période classique maya et postclassique, une divinité de la foudre avec une jambe humaine et une jambe en forme de serpent.